# Kostel svatých Andělů strážných (Vysočany)
Kostel svatých Andělů strážných je zaniklý římskokatolický hřbitovní kostel, který stál ve Vysočanech v okrese Chomutov. V roce 1964 byla zrušena jeho památková ochrana a brzy poté byl zbořen. Stával asi sto metrů západně od kostela svatého Václava.

## Historie

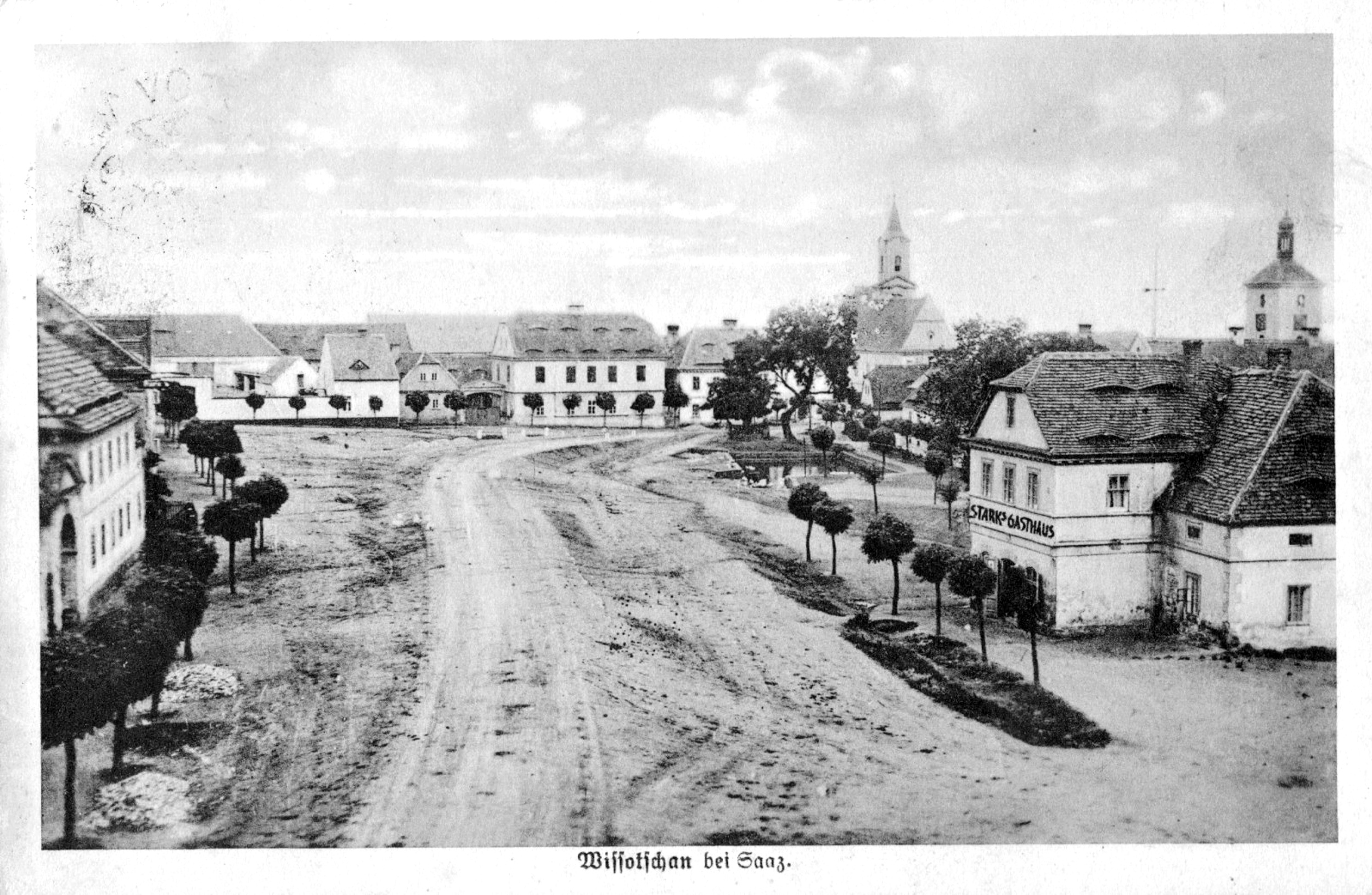
Pohled na náves a oba kostely

Vysočanský kostel svatých Andělů strážných je poprvé zmiňován již v roce 1341. Během šestnáctého století byla pravděpodobně obnovena loď s využitím staršího zdiva a přistavěna věž. V letech 1734–1738 ho barokně upravil architekt Octavio Broggio. Na počátku šedesátých let dvacátého století zřídila armáda ve věži pozorovatelnu a byla ukradena část vybavení. Zbořen byl v roce 1965.

## Popis
Loď kostela stála na čtvercovém půdorysu se zkosenými nárožími. Na východě k ní byl připojen obdélný presbytář ukončený polokruhovou apsidou. Průčelí bylo členěno pilastrovými svazky a ukončeno zvlněným trojúhelníkovým štítem. Hlavní vstupní portál zdobila zvlněná římsa, která ukončovala pole supraporty. Chrámová loď byla zaklenuta plackovou klenbou a oltářní výklenek konchou. Věž byla připojena k východní straně a z podvěží vedlo do vyšších pater točité schodiště. Podvěží bylo zaklenuté křížovou hřebínkovou klenbou.